# 壱岐市立八幡小学校
壱岐市立八幡小学校（いきしりつ やはたしょうがっこう, Iki City Yahata Elementary School）は長崎県壱岐市芦辺町諸吉南触にある公立小学校。略称は「八幡小」。

## 概要
歴史
1876年（明治9年）に開校した「第五大学区第四中学区諸吉小学校（現・壱岐市立田河小学校）八幡分校（下等小学科）」を前身とする。2011年（平成23年）に創立135年を迎えた。
校歌
作詞は長嶋重治、作曲は後藤正文による。歌詞は4番まである。1番の最後に校名の「八幡校」が登場する。
校区
諸吉本村触の一部、諸吉南触の一部。中学校区は壱岐市立芦辺中学校（旧壱岐市立田河中学校）。

## 沿革
- 1876年（明治9年） - 八幡浦215のイに「第五大学区第四中学区諸吉小学校八幡分校下等小学科」が開校。
- 1882年（明治15年） - 「諸吉小学校八幡分校小学初等科」に改称。
- 1883年（明治16年） - 「諸吉小学校八幡分舎」となる。
- 1886年（明治19年） - 諸吉小学校から分離し、「簡易八幡小学校」として独立。
- 1893年（明治26年） - 「諸吉尋常小学校八幡分校」となる。
- 1901年（明治34年） - 「諸吉尋常小学校八幡分教場」となる。
- 1902年（明治35年） - 諸吉本村触白橋田1724に校舎を移転。
- 1908年（明治41年） - 「田河尋常高等小学校 八幡分教場」に改称。
- 1919年（大正8年） - 諸吉本村触一銭替に校舎を新築し、移転。
- 1932年（昭和7年） - 諸吉本村触本作1596（現在地）に移転。
- 1941年（昭和16年）4月1日 - 国民学校令により、「田河村立田河国民学校八幡分校」となる。
- 1947年（昭和22年）
  - 4月1日 - 学制改革により、「田河村立田河小学校八幡分校」と改称。
  - 11月3日 - 町制施行により、「田河町立田河小学校八幡分校」と改称。
- 1952年（昭和27年） - 少年赤十字団を結成。
- 1954年（昭和29年） - 校舎を増築。
- 1955年（昭和30年）4月1日 - 田河小学校より分離し、「芦辺町立八幡小学校」として独立。
- 1958年（昭和33年） - 校旗を制定。海洋標本作成開始。
- 1962年（昭和37年） - へき地集会所（講堂）が完成。
- 1963年（昭和38年） - スポーツ少年団を結成。特殊学級（現・特別支援学級）を開設。ミルク給食を開始。
- 1968年（昭和43年） - 岩石園を設置。
- 1969年（昭和44年） - 東側通学路を整備。
- 1970年（昭和45年） - 牛乳給食を開始。
- 1973年（昭和48年） - 鉄筋コンクリート造りの特別教室が完成。簡易プールが完成。
- 2004年（平成16年）3月1日 - 町村合併により、「壱岐市立八幡小学校」（現校名）に改称。

## アクセス
最寄りの港
- 「芦辺漁港」- 九州郵船が対馬の厳原港、福岡県博多港との間にフェリー・ジェットフォイルを運航。

最寄りのバス停
- 壱岐交通「棚江」、「八幡」バス停

## 周辺
- 壱岐市立八幡保育所
- 八幡浦簡易郵便局
- はらほげ地蔵
- 青嶋大橋
- 青島
- 九州電力送配電新壱岐発電所